# Reithrodontomys humulis
Reithrodontomys humulis är en däggdjursart som först beskrevs av John James Audubon och John Bachman 1841.  Reithrodontomys humulis ingår i släktet skördemöss och familjen hamsterartade gnagare. IUCN kategoriserar arten globalt som livskraftig. Inga underarter finns listade i Catalogue of Life.
Vuxna exemplar är 6,2 till 6,8 cm långa (huvud och bål), har en 4,5 till 6,0 cm lång svans och väger 7 till 12 g. Bakfötterna är 1,5 till 1,7 cm långa och öronen är cirka 0,8 cm stora. På ovansidan förekommer brun till mörkbrun päls som kan ha inslag av grå. Ryggens topp är mörkast och synlig som en längsgående strimma. Hos flera individer bildas gränsen mellan ovansidan och den ljusgråa undersidan av ett ljusbrunt band. Några ställen på undersidan kan vara kanelbruna eller rosa. Öronen är allmänt mörkare än pälsen till svartaktig.
Arten förekommer i östra och sydöstra USA från centrala Texas österut och från Ohio söderut. Habitatet utgörs av gräsmarker, träskmarker och jordbruksmark. Skogar undviks vanligen.
Individerna är huvudsakligen nattaktiva och klättrar på örter eller på långa stjälkar. De äter främst frön samt några insekter. Honor kan para sig hela året men de flesta ungar föds under våren och hösten. Dräktigheten varar 21 till 22 dagar och sedan föds cirka fyra ungar. Ungarna blir könsmogna efter två till fyra månader. De flesta individer lever däremot inte så länge. Medellivslängden är bara 9,5 veckor.
I genomsnitt har hanar ett 905 m² stort revir och honornas territorium är med cirka 1095 m² större. Reviren överlappar varandra.

## Bildgalleri

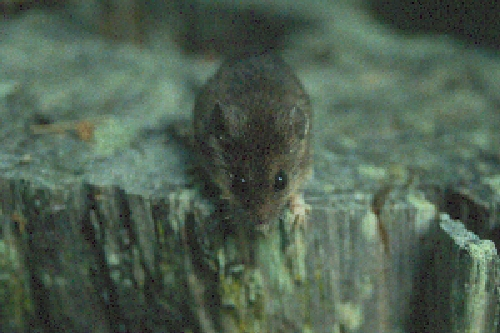